# Posidonia angustifolia
Posidonia angustifolia, vrsta jednosupnice u porodici posidonijevki ili porosta. Australski je morski endem raširen obalnim vodama od Shark Baya (Zapadna Australija) do sjeverne obale Tasmanije. Raste na dubinama od dva pa do 50 metara.

## Vanjske poveznice
- Electronic Flora of South Australia Species Fact Sheet